# 阿兰·布法尔
阿兰·布法尔（法語：Alain Bouffard，1939年9月24日—），法国男子赛艇运动员。他曾代表法国参加世界赛艇锦标赛，获得一枚银牌。他也曾参加1960年和1964年夏季奥林匹克运动会。